# Code civil brésilien
Pour les articles homonymes, voir Code civil et CC.
Lire en ligne

(pt) Texte officiel consolidé

Code civil brésilien de 1916
Le Code civil brésilien est le code regroupant les règles de droit civil au Brésil.

## Historique
Le 7 septembre 1822, le Brésil devient un État indépendant. Le droit alors en vigueur est le droit portugais. En 1855, Augusto Teixeira de Freitas reçoit du gouvernement la demande de regrouper l'ensemble de lois civiles portugaises et brésiliennes, ce qu'il fait en publiant en 1857 la Consolidaçao das Leis Civis qui sert provisoirement de code.
Satisfait de son travail, le gouvernement le charge de rédiger un projet de code civil le 10 janvier 1859 - l'Esboço, - mais rompt son contrat avec lui en 1872 face à sa volonté d'intégrer dans le code le droit commercial. Le projet de code n'évolue alors plus jusqu'en 1899 lorsque Clóvis Beviláqua reçoit la mission de terminer le projet, ce qu'il fait en sept mois. Le code est adopté en 1916 et entre en vigueur le 1er janvier 1917.
En 1969, le gouvernement charge une commission de rédiger un nouveau code plus social et ne reprenant que les dispositions indispensables de l'ancien code. Ce code contient cette fois le droit commercial. Il est adopté en 2002 et entre en vigueur le 1er janvier 2003.

## Contenu
Le code civil brésilien s'est largement inspiré des codifications européennes, en particulier du Code Napoléon, du Bürgerliches Gesetzbuch et du Code civil portugais.